# Vanadat
Vanadații sunt compuși prezenți în natură (minerale)ce conțin elementul chimic vanadiu, alte metale și oxigen. Această sub-clasă face parte din clasa fosfați-arseniați-vanadați. Majoritatea vanadaților sunt forte rari. Datorită elementelor componente, mulți dintre aceștia sunt viu colorați.

## Exemple
- Carnotitul
- Desclozitul
- Francevillitul
- Mottramitul
- Tyuyamunitul
- Vanadinitul
- Vanalitul
- Volborthitul
- Wakefielditul